# Lagardère S.A.
Lagardère S.A. er en fransk multinational koncern med tilstedeværelse i 40 lande og med hovedkvarter i 16. arrondissement i Paris. Koncernen blev etableret i 1992 som Matra, Hachette & Lagardère og ledes af Arnaud Lagardère. Den er inddelt i to primære divisioner: Lagardère Publishing og Lagardère Travel Retail. Deres bogforlag og elektroniske forlag Lagardère Publishing inkluderer Hachette Livre. Lagardère Travel Retail inkluderer butikker i større lufthavne og jernbanestationer. De øvrige aktiviteter omfatter Lagardère News (Paris Match, Le Journal du Dimanche, Europe 1, Virgin Radio, RFM og Elle brand licence) og Lagardère Live Entertainment.